# 守村大
守村 大（もりむら しん 1958年12月8日  - ）は、日本の漫画家。

## 人物
- 県立大館南高校卒業。
- 大学浪人中に双葉社[1]などの週刊誌へ持ち込んだ原稿が認められ、漫画家として[2]1980年にデビュー[3]した。
- メビウス、村野守美[1]、大友克洋の影響を受け、彼らの名前を併せて「守村大」をペンネームとした[1]。大友克洋の臨時アシスタントをつとめたこともある[1]。
- 2007年から埼玉県所沢市の自宅をはなれ、東北新幹線の新白河駅からタクシーで約10分の東京ドーム一個分の傾斜のある雑木林を切り開き、田舎暮らし自給自足を目指し、妻とともに開墾生活をしている。
- 田舎暮らし自給自足の開墾生活を、『モーニング』にエッセイの『新白河原人』を経て、2015年から2018年まで『まんが新白河原人 ウーパ!』として連載した。
- 冷暖房費ゼロ円、年間食費約20万円、とのタイトルで連載。

## 作品リスト
- ダット君（原作：小池一夫）
- 雨に唄うぜ
- POWER FOOL（原作：狩撫麻礼）
- ラスタ牌（原作：狩撫麻礼）　※双葉社の単行本では「ルード戦士ラスタパイ」に改題
- 万歳ハイウェイ（原作：オサム）全13巻
- あいしてる　全26巻
- はるまげどん　全5巻
- 考える犬　全16巻
- 花のうた　全7巻
- パラダイス
- イブのおくりもの
- アダムのおくれ毛
- 大根入りカレーライスの唐辛子あえ
- バージンによろしく（原作：史村翔）
- まんが新白河原人 ウーパ!　全10巻

## 師匠
- 大友克洋[1]

## アシスタント
- 喜国雅彦
- 幸村誠
- 畠山耕太郎
- 近藤和久